# Rejon sołomiański
Rejon sołomiański (ukr. Солом'янський район) – jeden z prawobrzeżnych rejonów Kijowa, znajduje się w środkowo-zachodniej części miasta.
Utworzony w 1921, ma powierzchnię około 40 km², i liczy ponad 280 tysięcy mieszkańców.